# Ferdinand Maemba
Ferdinand Maemba Liwoke (ur. 8 kwietnia 1937 w Gamangwa) – duchowny rzymskokatolicki z Demokratycznej Republiki Konga, w latach 1987-2015 biskup Lolo.

## Życiorys
Święcenia kapłańskie przyjął 15 sierpnia 1969. 17 marca 1983 został prekonizowany biskupem pomocniczym Lolo ze stolicą tytularną Baliana. Sakrę biskupią otrzymał 4 maja 1980. 28 sierpnia 1987 objął urząd ordynariusza. 29 stycznia 2015 przeszedł na emeryturę.